# Idrometallazione
L'idrometallazione è un tipo di reazione della chimica organometallica in cui una specie chimica contenente un legame metallo - idrogeno (M - H, metallo idruro) si addiziona ad una specie contenente un legame insaturo, ad esempio un alchene (RC=CR), formando un nuovo composto contenente un legame metallo - carbonio (RHC-CRM). A causa della polarità del legame Mδ+ - Hδ-, l'addizione non segue la regola di Markovnikov: l'atomo H che si lega al carbonio più sostituito (cioè legato al maggior numero di gruppi) del legame insaturo, mentre il metallo si lega al carbonio meno sostituito. L'addizione è di tipo cis o syn.
Esempi di idrometallazione sono l'idroborazione, l'idroalluminazione, l'idrosililazione e l'idrozirconazione. La reazione inversa è la β-eliminazione.